# Municipio de Spencer (condado de Jennings)
El municipio de Spencer (en inglés: Spencer Township) es un municipio ubicado en el condado de Jennings en el estado estadounidense de Indiana. En el año 2010 tenía una población de 2326 habitantes y una densidad poblacional de 18,24 personas por km².

## Geografía
El municipio de Spencer se encuentra ubicado en las coordenadas 38°57′46″N 85°44′41″O / 38.96278, -85.74472. Según la Oficina del Censo de los Estados Unidos, el municipio tiene una superficie total de 127.49 km², de la cual 126,66 km² corresponden a tierra firme y (0,65 %) 0,83 km² es agua.

## Demografía
Según el censo de 2010, había 2326 personas residiendo en el municipio de Spencer. La densidad de población era de 18,24 hab./km². De los 2326 habitantes, el municipio de Spencer estaba compuesto por el 98,62 % blancos, el 0,43 % eran afroamericanos, el 0,09 % eran amerindios, el 0,17 % eran asiáticos, el 0,21 % eran de otras razas y el 0,47 % eran de una mezcla de razas. Del total de la población el 1,25 % eran hispanos o latinos de cualquier raza.